# Остендская компания
Остендская компания (нидерл. Oostendse Compagnie, фр. Compagnie d'Ostende, нем. Ostender Kompanie) — австрийская частная торговая компания, созданная в 1722 году в Австрийских Нидерландах для торговли с Ост-Индией. В то время как фактической базой компании был Остенде, её правление размещалось в Антверпене.
Успех голландской, британской и французской Ост-Индских компаний подтолкнул торговцев и судовладельцев Южных Нидерландов установить прямое коммерческое сообщение с Ост-Индией. Частная торговая компания в Остенде была создана в 1717 году, и несколько её кораблей отправились на Восток. Император Карл VI стимулировал своих подданных вкладывать в новое предприятие, но не предоставил патентную грамоту. На ранних этапах компанией были достигнуты некоторые успехи, однако соседние государства активно препятствовали её деятельности, так, в 1719 году остендское торговое судно с богатым грузом было захвачено голландцами у берегов Африки и ещё одно — англичанами у Мадагаскара.
Несмотря на эти потери, торговцы Южных Нидерландов упорно продолжали предприятие. Противодействие голландцев заставило Карла VI некоторое время колебаться с удовлетворением прошений компании, но 19 декабря 1722 года император предоставил патентную грамоту, дарующую на тридцать лет право торговать в Восточной и Западной Индиях, а также на берегах Африки. В предприятие стремительно потекли взносы, были открыты две фактории: в Кобломе на Коромандельском берегу возле Мадраса и в Банкибазаре в Бенгалии.
Хотя флот компании базировался в Остенде, фактически её управление находилось в Антверпене, где жило большинство пайщиков компании. Эта ситуация была вызвана тем, что в результате блокады Шельды, установленной Северными Нидерландами в 1585 году во время Восьмидесятилетней войны, Антверпен утратил право на международную морскую торговлю. Несмотря на это, Антверпен оставался важным городом с богатой элитой из дворянства и буржуазии, которая и стала основным инвестором Остендской компании.
Первая торговая экспедиция, состоявшая из трёх кораблей, отправилась в плавание из Остенде 10 февраля 1724 года. Два корабля имели своей целью Китай, один - Индию. Экспедиция вернулась в Остенде в августе 1725 года. Первая же экспедиция принесла пайщикам доход, в то же время вырос курс акций компании на Антверпенский бирже. Последующие рейсы тоже оказались доходными.
Голландцы и англичане продолжали противостоять набирающему силу конкуренту. Голландцы апеллировали к Вестфальскому соглашению 1648 года, по которому испанский король запретил жителям Южных Нидерландов торговать в испанских колониях. Голландцы настаивали, что Утрехтский мир 1713 года, по которому Южные Нидерланды отошли к Австрии, не отменял этого запрета. Однако испанское правительство после некоторых колебаний заключило торговый договор с Австрией и признало Остендскую компанию. Ответом на этот договор стало объединение Великобритании, Соединённых провинций и Пруссии в оборонительную лигу. Опасаясь такого мощного союза, австрийцы решили уступить. По итогам соглашения, подписанного в Париже 31 мая 1727 года, император отозвал патентную грамоту компании на семь лет, в обмен на это противники остендцев признавали императорскую Прагматическую санкцию 1713 года.
Хотя деятельность компании была приостановлена в 1727 году, формально она ещё просуществовала несколько лет и была окончательно ликвидирована в 1731 году. Австрийские Нидерланды не участвовали в морской торговле с Индиями до своего объединения с Голландией в 1815 году.